# Залужиці
Залужиці або Залужиці (словац. Zalužice) — село, громада в окрузі Михайлівці, Кошицький край, Словаччина. Село розташоване на висоті 127 м над рівнем моря. Населення — 1120 чол. (2007). Вперше згадується в 1249 році.
Село розташоване за 3 км від районного центру та за 22 км від кордону з Україною.

## Географія
Протікає Чечеговський канал.

## Населення
| Рік:            | 1994. | 2004.   | 2014.   | 2024.   |
| --------------- | ----- | ------- | ------- | ------- |
| Кількість осіб: | 1214  | 1140    | 1152    | 1161    |
| Різниця:        |       | -6,09 % | +1,05 % | +0,78 % |

| Рік:            | 2023. | 2024.   |
| --------------- | ----- | ------- |
| Кількість осіб: | 1164  | 1161    |
| Різниця:        |       | -0,25 % |

## Пам'ятки
У частині села Малі Залужиці є греко-католицька церква найсвятішої Трійці з 1924 року в стилі сецесії. У частині села Великі Залужиці є римо-католицький костел з 1788 року в стилі класицизму.